# Pseudoleptaleus formicomorphus
Pseudoleptaleus formicomorphus là một loài bọ cánh cứng trong họ Anthicidae. Loài này được Telnov miêu tả khoa học năm 2007.